# Athénská charta

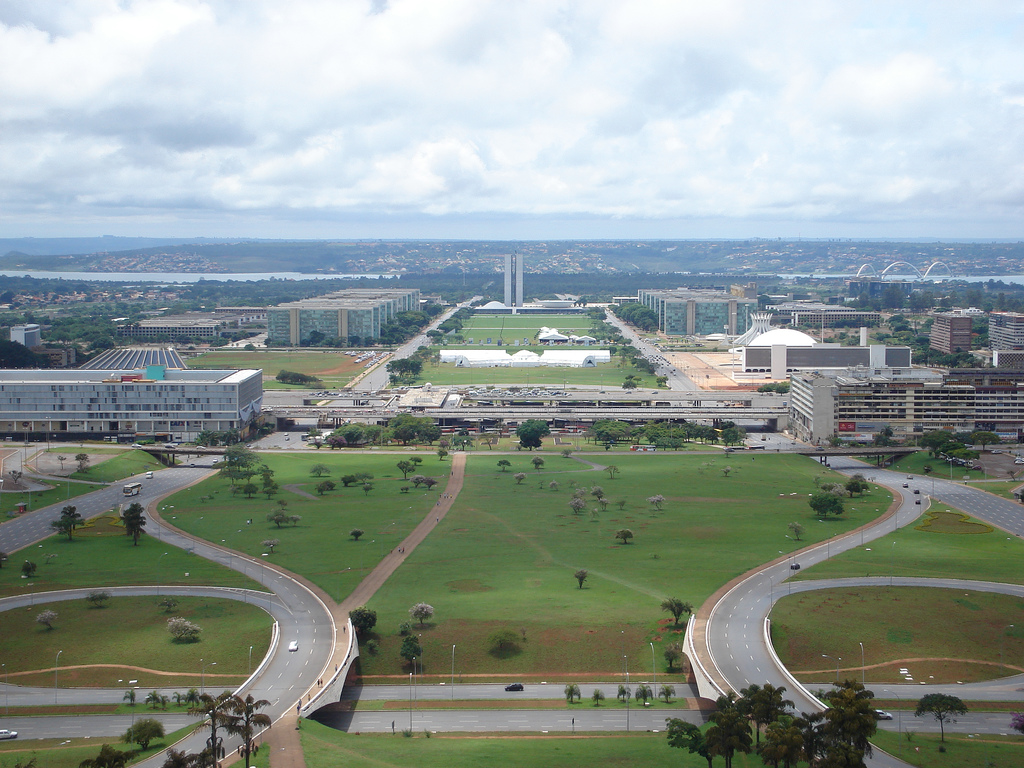
Návrh města Brasília ovlivněný Athénskou chartou

Aténská charta je soubor zásad „moderního urbanismu“, přijatý na konferenci CIAM roku 1933, vydané Le Corbusierem roku 1943 v Paříži. Athénská charta se stala teoretickým základem funkcionalistického urbanismu.
Původně vychází z jednání čtvrtého kongresu CIAM, který se měl původně konat v Moskvě a zabýval se funkčním městem. K tématu se vyjadřovali architekti a urbanisté z celého světa na základě shromážděných jednotných grafických vyjádření rozvojových záměrů 33 vybraných měst, zachycených celkem na 200 panelech jednotného formátu. Základní téma připravila holandská skupina CIAM již roku 1931, kdy definovala, že „pojem funkčního města vychází z toho, že forma města je určována jeho základními funkcemi: bydlením, prací, rekreací a je svazující dopravou. Tyto prvky určují formu města …" První tři funkce je třeba scelit do stejnorodých, od sebe však oddělených oblastí – zón. Čtvrtá, doprava, předchozí spojuje. 
Účastníci kongresu se nakonec sešli v létě roku 1933 na lodi Patris II a po plavbě z Marseille do Athén, krátkém pobytu v Aténách a plavbě zpět schválili Zásady, jejichž obsah vyplynul z návrhu jednotlivých delegací a diskusí. Jednotlivá jednání připravoval a řídil C. van Eesteren. Tyto zásady byly označeny jako Aténská charta až roku 1943 ve francouzském vydání, uvedeném J. Giraudouxem.
Přestože zásady Athénské charty nebyly nikdy ve větším měřítku uskutečněny, výrazně ovlivnily vývoj měst dvacátého století.

## Athénská charta 2003
Při 70. výročí založené Athénské charty došlo k pokusu o její přepracování a zaktualizování v novou Athénskou chartu 2003.
První část nazvaná Spojené město se věnuje aktuálním problémům měst: sociální smír, občanská angažovanost, multikulturní bohatství, sociální identita, ekonomická diverzita, zdraví a životní prostředí ve městech a energetika.
Druhá část charty vytyčuje 10 perspektiv moderního města:
- Město pro všechny (boj s vyloučením ohrožených sociálních skupin)
- Zapojené město (snaha o budování dobrých sousedských vztahů)
- Bezpečné město (město jako nebojová zóna, potlačování příčin kriminality)
- Zdravé město (umožnit všem občanům města žít zdravě)
- Produktivní město (město jako zdroj pracovních příležitostí)
- Inovativní město (školství, věda a výzkum)
- Přístupné město (umožnit občanům přístup ke službám bez zbytečného cestování po městě)
- Ekologické město (principy trvale udržitelného rozvoje)
- Kulturní město (město jako tvůrce kultury)
- Město tradic (město jako nositel civilizačních hodnot)